# Drepanulatrix cervinicolor
Drepanulatrix cervinicolor là một loài bướm đêm trong họ Geometridae.